# Кийт
Окръг Кийт (на английски: Keith County) е окръг в щата Небраска, Съединени американски щати. Площта му е 2875 km², а населението – 8875 души (2000). Административен център е град Огалала.